# Missions diplomàtiques de Luxemburg

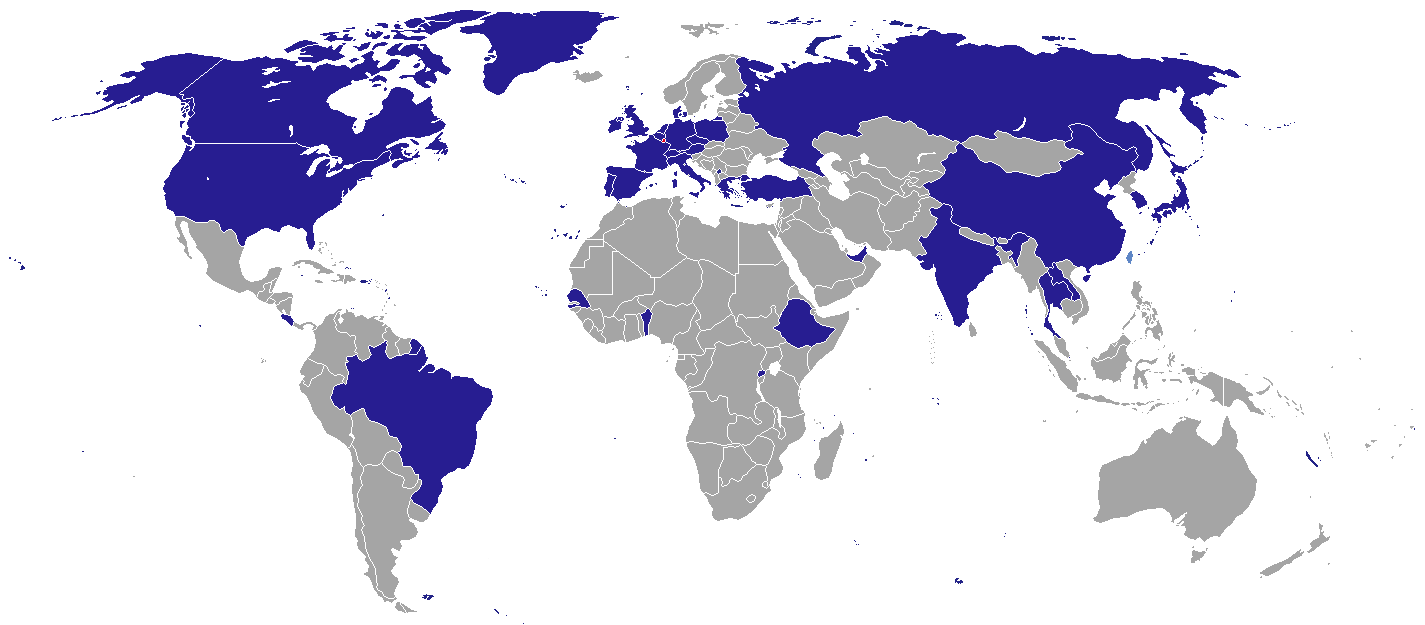
Mapa de missions diplomàtiques de Luxemburg

Les missions diplomàtiques o relacions internacionals de Luxemburg són les delegacions oficials i permanents d'aquest país d'Europa en altres estats del món. La següent és una llista de les ambaixades i dels consolats de Luxemburg a l'estranger:

## Àfrica

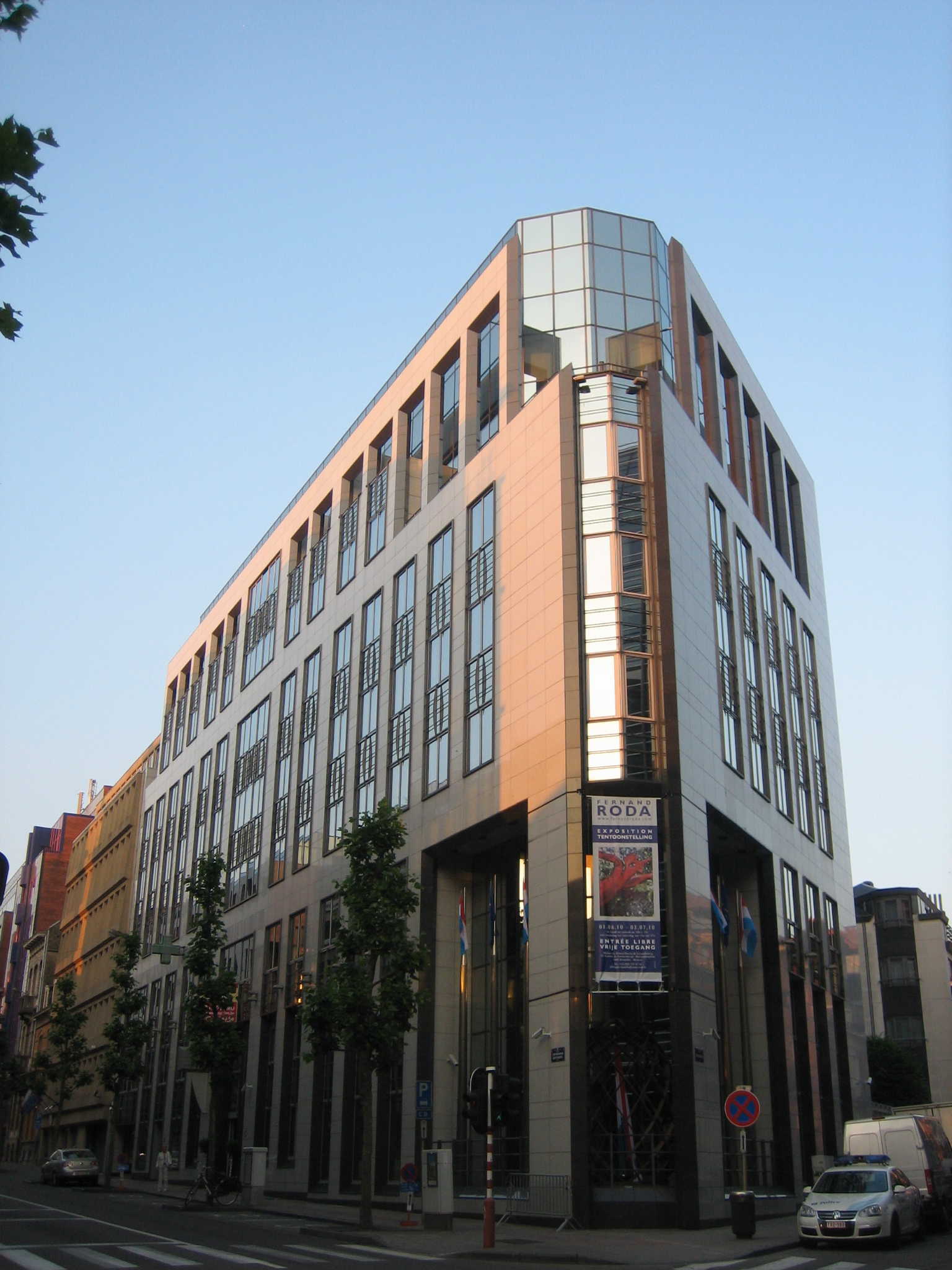
Ambaixada de Luxemburg a Brussel·les

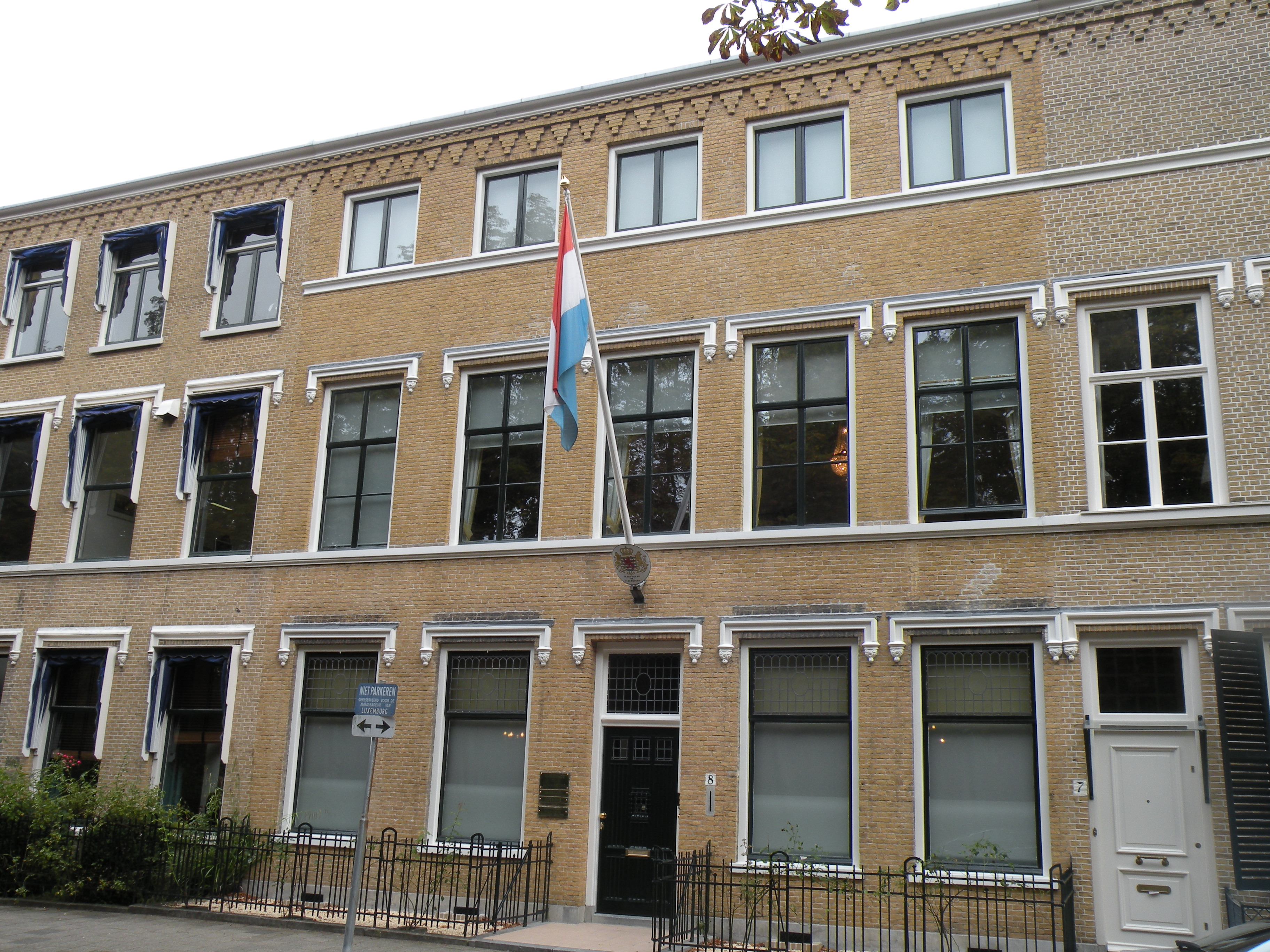
Ambaixada de Luxemburg a l'Haia

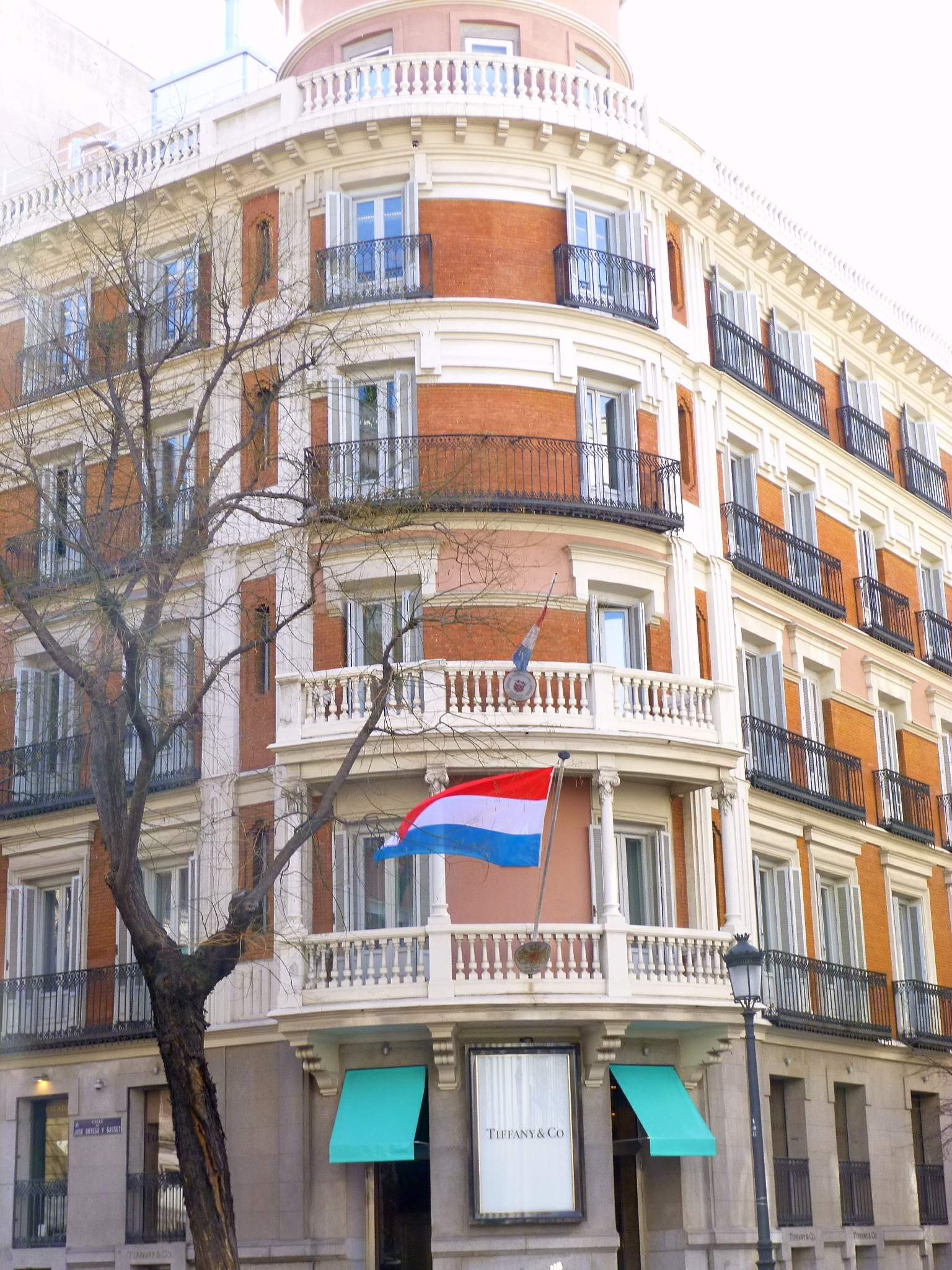
Ambaixada de Luxemburg a Madrid

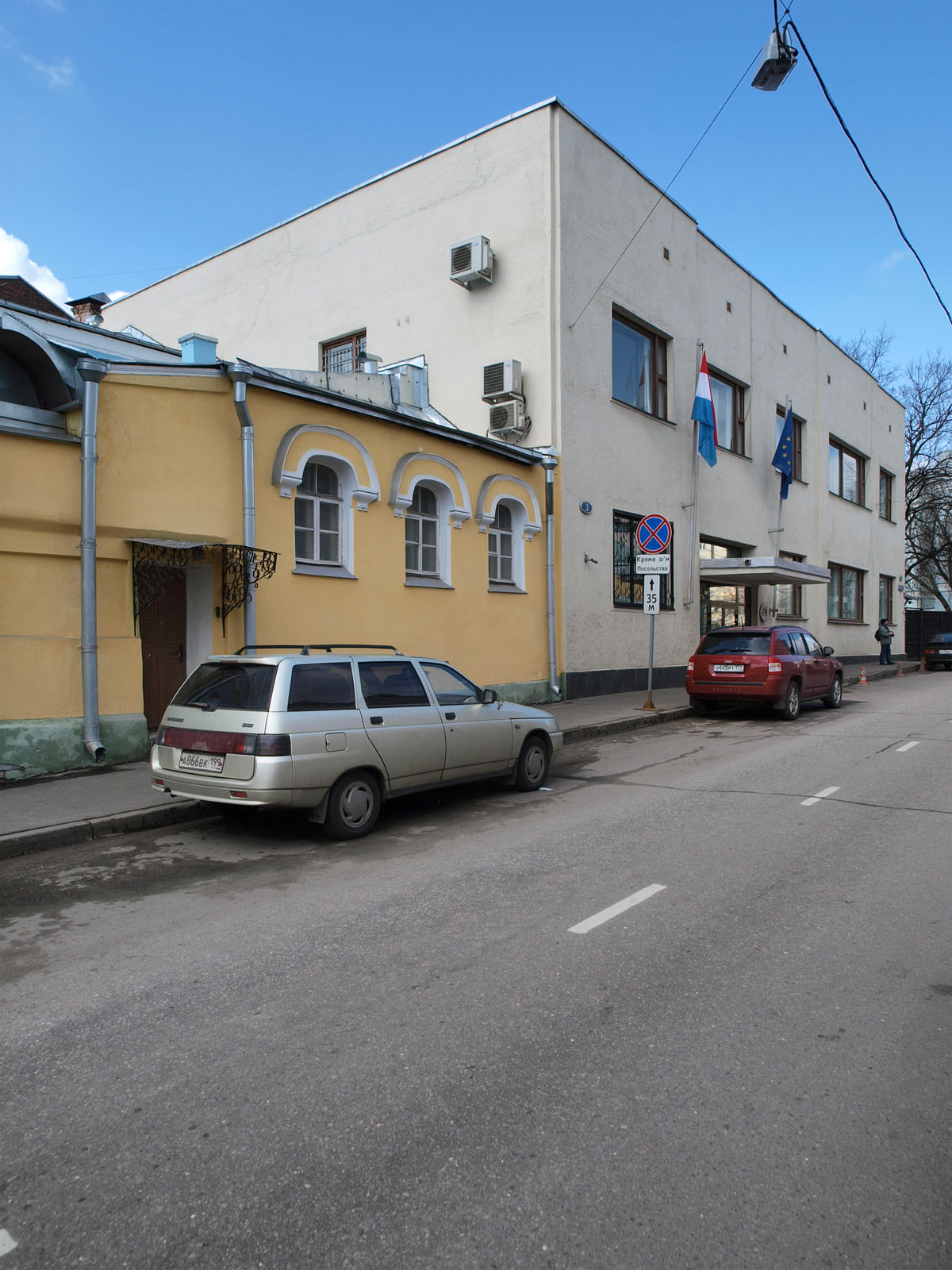
Ambaixada de Luxemburg a Moscou

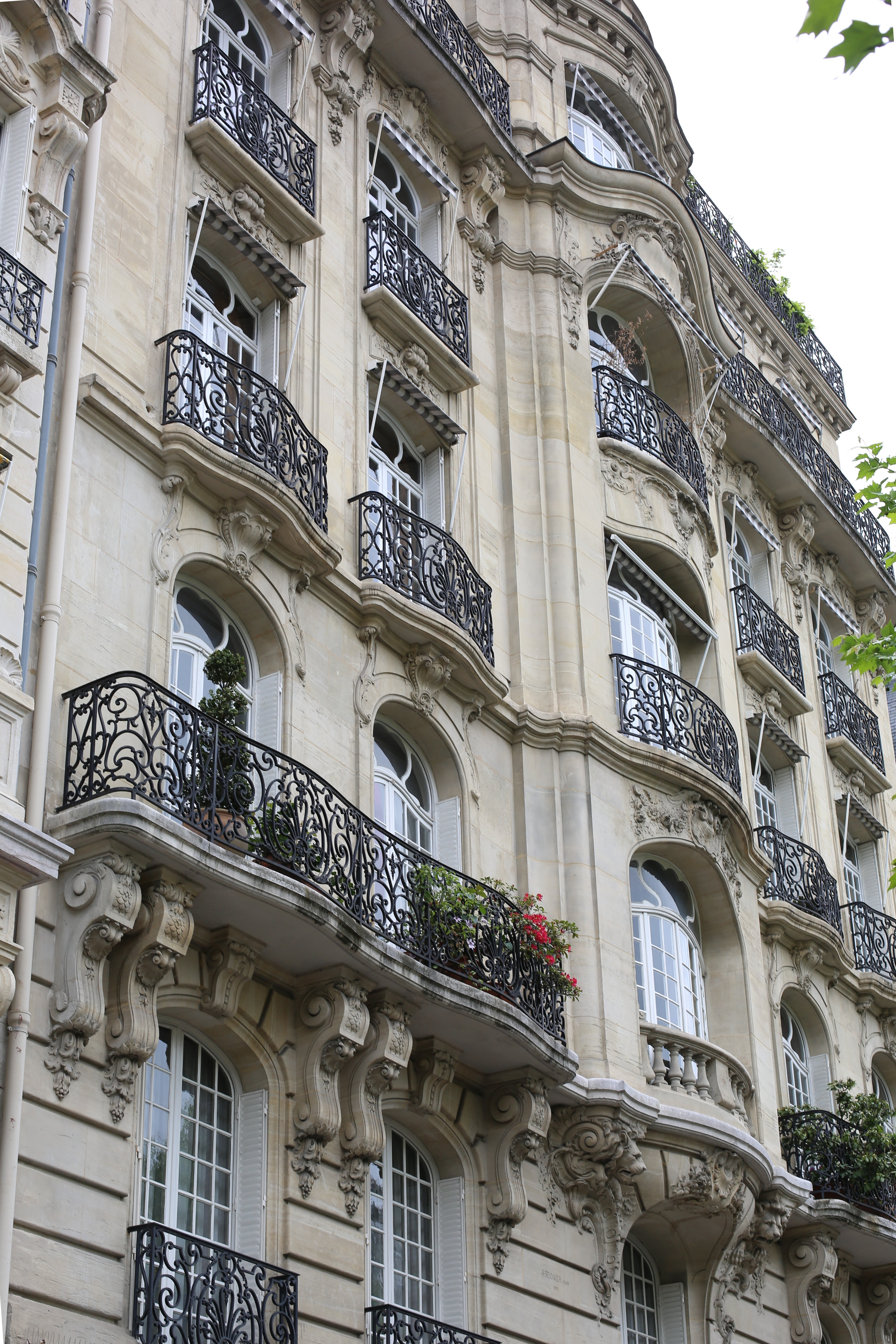
Ambaixada de Luxemburg a París

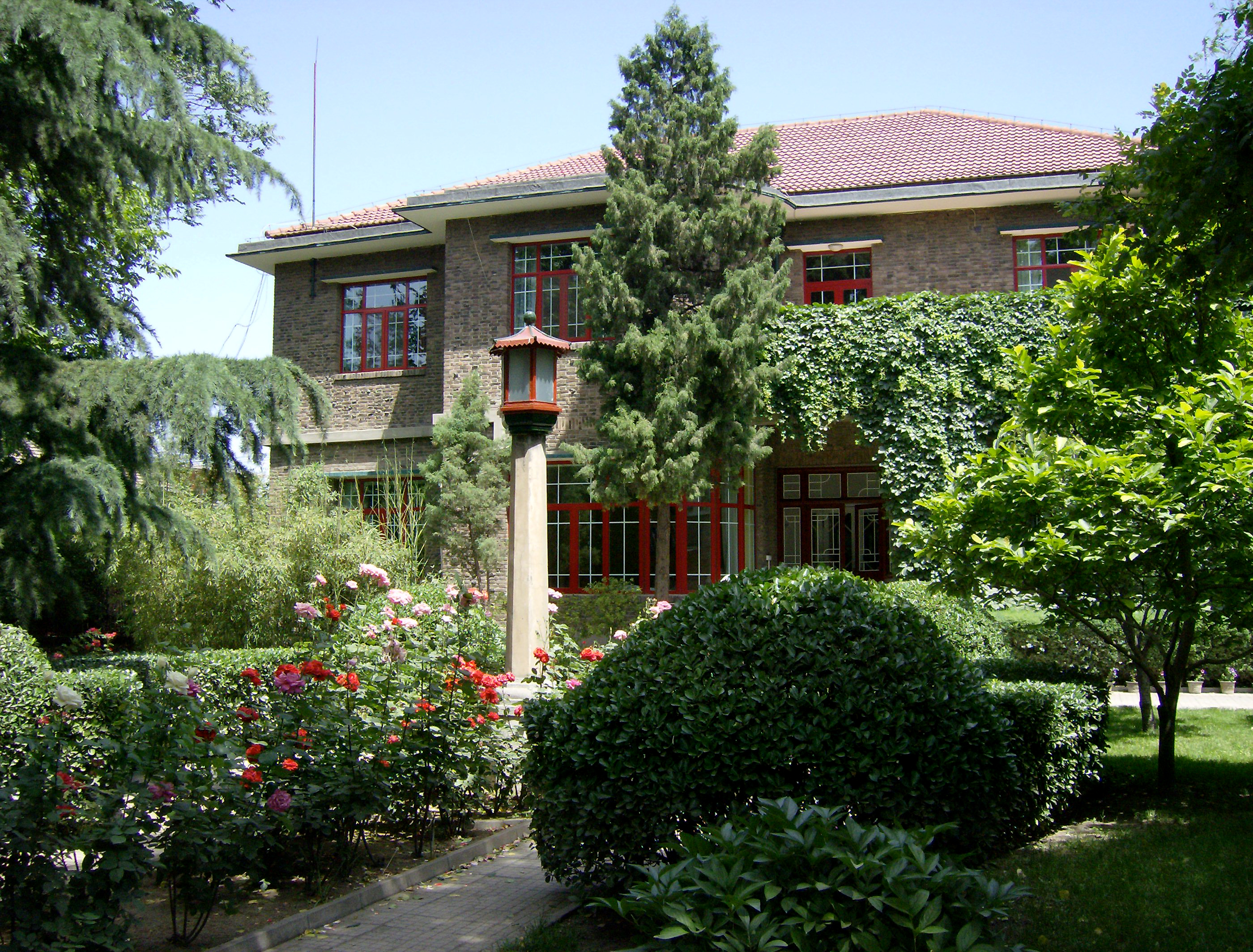
Ambaixada de Luxemburg a Pequín

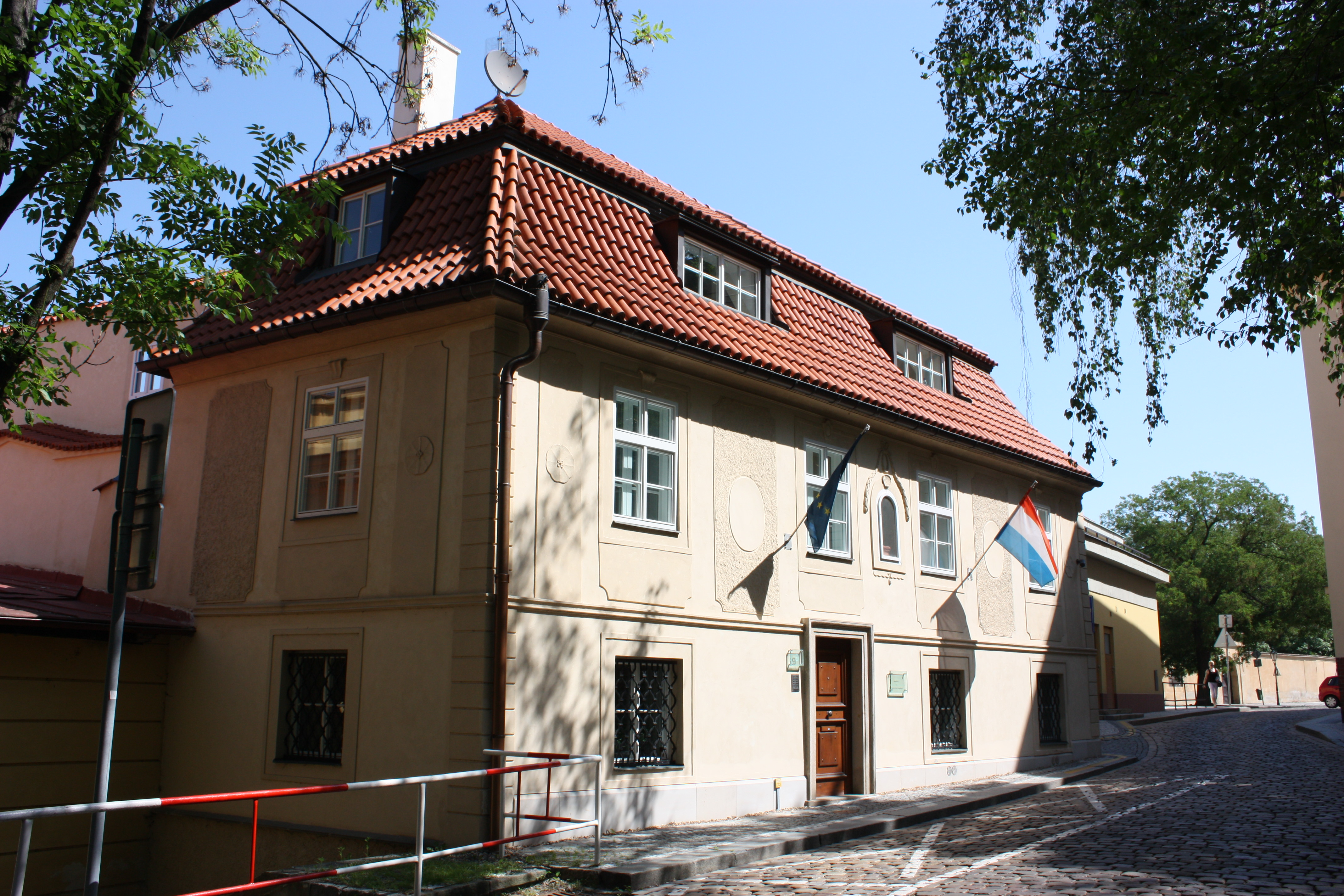
Ambaixada de Luxemburg a Praga

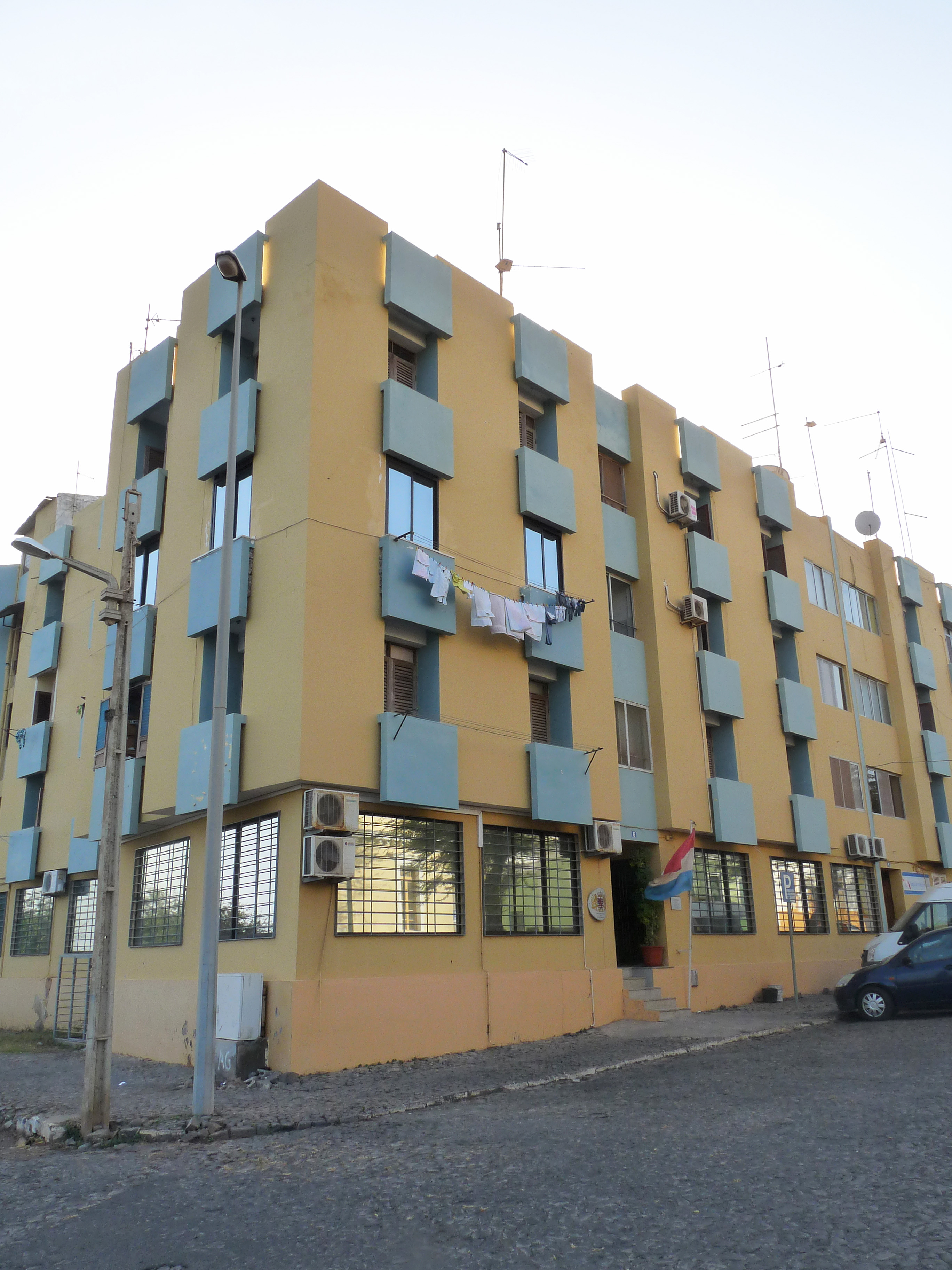
Ambaixada de Luxemburg a Praia

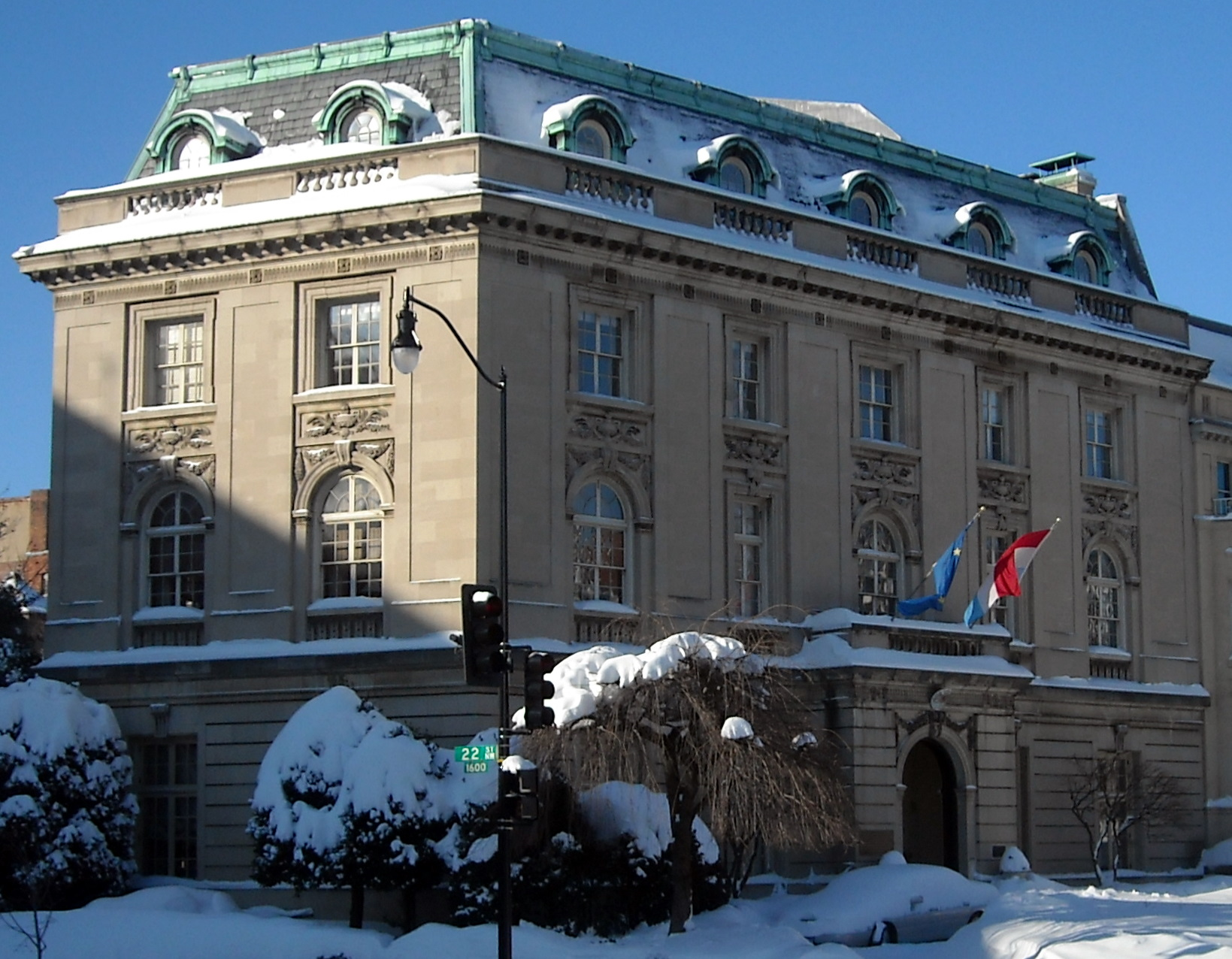
Ambaixada de Luxemburg a Washington, D. de C.

- Burkina Faso
  - Ouagadougou (Ambaixada)
- Cap Verd
  - Praia (Ambaixada)
- Etiòpia
  - Addis Abeba (Ambaixada)
- Mali
  - Bamako (Ambaixada)
- Senegal
  - Dakar (Ambaixada)

## Amèrica
- Estats Units
  - Washington, DC (Ambaixada)
  - Nova York (Consolat-General)
  - San Francisco (Consolat-General)
- Nicaragua
  - Managua (Ambaixada)

## Àsia
- R.P. de la Xina
  - Pequín (Ambaixada)
  - Xangai (Consolat-General)
- Emirats Àrabs Units
  - Abu Dhabi (Ambaixada)
- Índia
  - Nova Delhi (Ambaixada)
- Japó
  - Tòquio (Ambaixada)
- Tailàndia
  - Bangkok (Ambaixada)
- Turquia
  - Ankara (Ambaixada)
- Vietnam
  - Hanoi (Ambaixada)

## Europa
- Alemanya
  - Berlín (Ambaixada)
- Àustria
  - Viena (Ambaixada)
- Bèlgica
  - Brussel·les (Ambaixada)
- Dinamarca
  - Copenhaguen (Ambaixada)
- Espanya
  - Madrid (Ambaixada)
- França
  - París (Ambaixada)
  - Estrasburg (Consolat-General)
- Grècia
  - Atenes (Ambaixada)
- Itàlia
  - Roma (Ambaixada)
- Kosovo
  - Pristina (Ambaixada)
- Països Baixos
  - La Haia (Ambaixada)
- Polònia
  - Varsòvia (Ambaixada)
- Portugal
  - Lisboa (Ambaixada)
- Regne Unit
  - Londres (Ambaixada)
- Txèquia
  - Praga (Ambaixada)
- Rússia
  - Moscou (Ambaixada)
- - Ciutat del Vaticà (situada a Roma) (Ambaixada)
- Suïssa
  - Berna (Ambaixada)

## Organitzacions Multilaterals
- Addis Abeba (Missió Permanent de Luxemburg davant la Unió Africana)
- Brussel·les (Missió Permanent de Luxemburg davant la Unió Europea i OTAN)
- Estrasburg (Missió Permanent de Luxemburg davant el Consell d'Europa)
- Ginebra (Missió Permanent de Luxemburg davant les Nacions Unides i altres organitzacions internacionals)
- Nova York (Missió Permanent de Luxemburg davant les Nacions Unides)
- París (Missió Permanent de Luxemburg davant l'OCDE i Unesco)
- Roma (Missió Permanent de Luxemburg davant l'Organització per a l'Alimentació i l'Agricultura)
- Viena (Missió Permanent de Luxemburg davant les Nacions Unides)